# Читал
Читал (Axis axis или аксис) е вид елен, разпространен в слабонаселените гористи райони на страни от индийския субконтинент, включително и прилежащия остров Шри Ланка. Поради спецификата на населението в различните участъци от ареала видът е наричан с различни имена: Chital horin на бенгалски, Thith Muwa на синхалски, Jinke на каннада, Pulli Maan на тамилски и малаялам. Видът е един от най-разпространените видове елени на Индийския субконтинент. Името читал идва от бенгалската дума Chitral (চিত্রল)/Chitra (চিত্রা), което в превод означава „петнист“. Читалът е вид от монотипен род Axis. Към него са причислявани още три вида елени, които понастоящем след генетични изследвания са отделени в нов род Hyelaphus.

## Разпространение
Ареалът на разпространение на читала е между 8–30ºN на Индийския субконтинент, като населява територии в Индия, Непал, Бутан, Бангладеш и Шри Ланка. На запад разпространението му достига до източните части на щатите Гуджарат и Раджастан. Северните граници допират до подножието на Хималаите от Утар Прадеш, на изток през Непал Сиким, Бутан до западен Асам. Местообитанията на вида достигат до надморска височина около 1100 m. Източните граници на вида започват от западен Асам до Сундарбан в Западен Бенгал и Бангладеш. Шри Ланка е крайната южна точка на разпространение.
Читалите са интродуциран вид за редица райони по света. Едно от местата са Андаманските острови в Бенгалския залив, които са населени от елените в периода 1925–1930 г. Видът е населен и в Аржентина, Армения, Австралия, Бразилия, Хърватия (островите Бриуни), Молдова, Пакистан, Папуа Нова Гвинея, Украйна, Уругвай и САЩ. В САЩ читалите са разпространени в два щата - Хавай и Тексас. На Хавайските острови днес е населен в три от островите - Молокаи, Ланаи и Мауи В Тексас видът се среща в стабилни стада в централните части на щата - района на платото Едуардс, където климатичните условия наподобяват на тези в Индия. Известни са и популации в щатите Флорида и Калифорния, но няма сигурни данни за разпространението. Известни са и несполучливи опити за интродукция. Пример за това е в централната част на Словения, където са доставени екземпляри от Бриуни. Интродукцията съвпада обаче и с тази на елена лопатар, който се оказва по-приспособим към условията в Словения.

## Местообитание
Читалите обитават гористи райони на полуострова. Елените се срещат в зони с открити пасища и много рядко се движат в области от гъста джунгла, които могат да възникнат в непосредствена близост до тях. Пасищата са сравнително малки сред гористите райони. Обитава и крайречни гори, които използва за сянка през сухия сезон. Гората в близост същевременно осигурява храна, изразяваща се в паднали плодове и листа, които са хранителни за тревопасните бозайници.

## Морфологични особености
Космената покривка на читала е розово-бежова с множество бели петна. Надолу към корема и вътрешната повърхност на крайниците преминава в бяла. Рогата се сменят ежегодно, обикновено се разклоняват в три лировидни рога и достигат дължина до 75 cm. В сравнение със свинeвидния елен читалите имат по-ярко изразена конструкция за бягане, но за сметка на това слуховият отдел на черепа е по-слабо развит. Мъжките екземпляри са с височина при холката от 90 cm и обща дължина на тялото от 90 cm. Теглото на самците е от 30 до 75 kg, а женските тежат от 25 до 45 kg. Едри мъжки екземпляри могат да достигнат тегло от 98 до 110 kg. Продължителността на живота е около 8-14 години.
Читалите притежават добре развити преорбитални жлези. Притежават и добре развити ходилни жлези и жлези на бабката на задните си крайници. Мъжките имат по-големи преорбитални жлези, които ползват за маркиране на територия.

## Начин на живот
Елените предпочитат да се придържат в близост до вода, където да пият сутрин и вечер в горещо време. Движат се на стада от 10-50 индивида, съставени от мъжки с няколко женски и техни приплоди от миналата и настоящата година. Мъжките, достигнали полова зрялост, се движат в отделни ергенски стада, които в размножителния период са в тясна близост до стадата, за да се конкурират с основния мъжки.

## Хранене
Читалите са предимно тревопасни и се хранят с къси треви и цъфтящи растения от пасищата.  Въпреки това намира храна от паднали плодове, листа и клонки, особено в случаите, когато се откъсват от маймуни над тях. Хранителните навици включват и изправяне на задните крайници с цел да достигнат питателна храна по дърветата. Универсална храна са и различни видове гъби, които са ценен източник на белтъчини.

## Размножаване
Размножителният период настъпва в сезона април – май, като обикновено мъжкарите реват с цел да маркират територия и ухажват самките. Бременността продължава около 7,5 месеца. Обикновено се раждат по две малки, по-рядко едно или три. Полова зрялост при женските настъпва на 14 – 17 месечна възраст. Репродуктивната възраст при мъжките достига на 2,5 – 3 години.

## Неприятели
Хищниците, които ловуват читали, включват вълци, тигри, азиатски лъвове (само в гората Гир), леопарди, тигрови питони, азиатски диви кучета и индийски крокодили. По-дребни хищници, като лисицата и чакала, се хранят с малките. Подрастващите и малките са по-честа плячка от страна на хищници. Азиатското диво куче се оказва по-честа причина за смъртта на възрастните, отколкото ловът от леопарди и тигри. Интересен факт е, че поведението на защита от хищници е изградено съвместно с маймуните лангури, които патрулират високо от дърветата. И двата вида разчитат знаците на създала се опасност и реагират при такава.